# Håkan Wikman
Håkan Wikman, född 2 augusti 1963 i Vasa, är en finländsk organist och körledare.
Wikman har studerat vid Sibelius-Akademin för Enzio Forsblom och Olli Porthan (musikkandidat 1992, musikmagister 1996) samt i Amsterdam för Jacques van Oortmerssen. År 1985 blev han tillförordnad kantor-organist i Vanda svenska församling, ordinarie 1994. Han grundade 1993 Vanda barock, en festival för gammal musik som han leder. På skiva har han spelat in bland annat Johann Sebastian Bachs Die Kunst der Fuge samt verk av Dietrich Buxtehude. Han är dirigent för Helsingebygdens kör. 
Wikman tilldelades 1998 Kritikens sporrar och 1999 Vandapriset bland annat i sin egenskap av en mångsidig och engagerad kulturarbetare som i många år arbetat aktivt för såväl amatör- som yrkesmusiken.